# Rivière Fabulet
Pour les articles homonymes, voir Fabulet.
La rivière Fabulet est un affluent de la rivière des Iroquois (rivière Nottaway), dans la région administrative du Nord-du-Québec, dans la province canadienne de Québec, au Canada.
Ce bassin versant ne comporte pas de routes forestières d’accès. La surface de la rivière est habituellement gelée du début novembre à la mi-mai, toutefois la circulation sécuritaire sur la glace se fait généralement de la mi-novembre à la mi-avril.

## Géographie
Les principaux bassins versants voisins sont :
- côté Nord : rivière Richerville, rivière Nottaway ;
- côté Est : rivière Richerville, rivière Nottaway ;
- côté Sud : rivière Kitchigama, rivière des Iroquois (rivière Nottaway) ;
- côté Ouest : rivière Kitchigama, rivière des Iroquois (rivière Nottaway).

La rivière Fabulet prend sa source d’un lac non identifié (longueur : 1,2 km ; altitude : 218 m) situé à :
- 6,5 km au Sud-Ouest du cours de la rivière Nottaway ;
- 18,7 km au Sud-Est de l’embouchure de la rivière Fabulet ;
- 27,3 km au Sud-Est de l’embouchure de la rivière des Iroquois (rivière Nottaway) ;
- 78,3 km au Sud-Est de l’embouchure de la rivière Nottaway ;
- 120 km au Sud-Ouest du centre-ville de Matagami.

À partir de sa source dans le canton de Desmazures, la rivière Fabulet coule sur environ 26 km selon les segments suivants :
- 1,7 km vers le sud, puis vers l’ouest en traversant un lac non identifié (altitude : 214 m, jusqu’à son embouchure ;
- 10,3 km vers le nord-ouest, jusqu’à rive sud du lac Fabulet ;
- 2,2 km vers le nord-ouest en traversant le lac Fabulet (altitude : 176 m) sur sa pleine longueur ;
- 5,2 km vers le nord-ouest, puis le Sud-Ouest, jusqu’à un ruisseau (venant du sud-est) ;
- 7,5 km vers le nord-ouest en recueillant plusieurs ruisseaux, jusqu’à son embouchure[2].

La rivière Fabulet se déverse dans un coude de rivière sur la rive est de la rivière des Iroquois (rivière Nottaway). Cette confluence est située à :
- 8,8 km au sud-est de l’embouchure de la rivière des Iroquois (rivière Nottaway) ;
- 60,2 km au sud-est de l’embouchure de la rivière Nottaway (confluence avec la Baie de Rupert) ;
- 135 km au nord-ouest du centre-ville de Matagami ;
- 6,0 km au sud de la rivière Nottaway.

## Toponymie
Le terme « Fabulet » est un patronyme de famille d’origine française.
Le toponyme « rivière Fabulet » a été officialisé le 5 décembre 1968 à la Commission de toponymie du Québec, soit à la création de cette commission